# Leptogaster maculipennis
Leptogaster maculipennis är en tvåvingeart som beskrevs av Emile Janssens 1957. Leptogaster maculipennis ingår i släktet Leptogaster och familjen rovflugor. Inga underarter finns listade i Catalogue of Life.